# Group TAC
A Group TAC Co., Ltd. ( 株式会社グループ・タック; Hepburn: Kabushiki Kaisha Gurūpu Takku) japán animációs és számítógépes grafikai stúdió volt, melynek székhelye a tokiói Sibujában volt. A vállalatot 1968-ban alapították a Mushi Pro egykori munkatársai és filmeken, videókon, tévéműsorokon és reklámokon dolgoztak, és a folyamat minden szakaszában közreműködtek, beleértve a tervezést, a gyártást, a hangeffekteket és egyéb munkálatokat is. A céget Tasiro Acumi (田代敦巳) vezette 2010 júliusában bekövetkezett haláláig. 2010 szeptemberében a cég csődöt jelentett, és felszámolta minden vagyonát. 2010 szeptemberében a Group TAC-ból kiválva megalakult a Diomedéa. A Group TAC készülőben lévő, Hana kappa című animációs filmjét az OLM, Inc. és a Xebec vette át.

## Munkái

### Televíziós aniimesorozatok
| Év   | Cím                                                      | Megjegyzés |
| ---- | -------------------------------------------------------- | --- |
| 1975 | Manga Nippon mukasibanasi                                | |
| 1976 | Huckleberry no bóken                                     | |
| 1977 | Manga idzsin monogatari                                  | |
| 1978 | Manga kodomo bunko                                       | |
| 1980 | Hi no kuni monogatari                                    | |
| 1980 | Jeremy no ki                                             | |
| 1982 | Nisi manrui                                              | Gyártási együttműködés: Ajia-do Animation Works |
| 1982 | Tokimeki Tonight                                         | |
| 1983 | Igano Kabamaru                                           | |
| 1983 | Nine                                                     | |
| 1983 | Nine Original-ban                                        | |
| 1983 | Nine 2: Koibito szengen                                  | |
| 1984 | Nine 3: Kankecu-hen                                      | |
| 1985 | Touch                                                    | |
| 1987 | Hiatari rjókó!                                           | |
| 1990 | Fusigi no umi no Nadia                                   | Koprodukció: Gainax |
| 1990 | Szancsóme no júhi                                        | |
| 1992 | Manga nihonsi                                            | |
| 1992 | Jadamon                                                  | |
| 1992 | Tomodacsi de ijó ne                                      | |
| 1993 | Szancsóme no Tama: Ucsi no Tama sirimaszen ka?           | |
| 1993 | Jungle no ódzsa Tar-csan                                 | |
| 1994 | Szancsóme no Tama: Ucsi no Tama sirimaszen ka? (2. évad) | |
| 1994 | Gakkó no kovai uvasza: Hanako-szan ga kita!!             | |
| 1995 | Tobe! Iszami                                             | |
| 1995 | Bonobono                                                 | |
| 1995 | Bit the Cupid                                            | Társproducer: B.U.G. |
| 1995 | Street Fighter II V                                      | |
| 1996 | Elf vo karu mono-tacsi                                   | |
| 1996 | YAT Ansin! Ucsú rjokó                                    | |
| 1996 | Ihatov genszó: Kendzsi no haru                           | |
| 1997 | YAT Ansin! Ucsú rjokó (2. évad)                          | |
| 1997 | Hare tokidoki buta                                       | |
| 1997 | Elf vo karu mono-tacsi (2. évad)                         | |
| 1998 | Android ana Maico 2010                                   | Társproducer: Animaruya |
| 1998 | Let’s nupu nupu                                          | Animációs gyártási együttműködés: Ajia-do Animation Works                                                                                              |
| 1998 | Dzsikú tantei Gensi-kun                                  | Animációs gyártási együttműködés: Animaruya |
| 1998 | Touch: Miss Lonely Yesterday – Are kara, kimi va…        | |
| 1999 | Himiko-den                                               | |
| 1999 | Kukucska kalandjai                                       | |
| 1999 | Ai no ava ava Hour                                       | Animációs gyártási együttműködés: Animaruya, Studio Renge                                                                                              |
| 1999 | Orucsuban Ebicsu                                         | Animációs gyártási együttműködés: Animaruya, Studio Renge                                                                                              |
| 1999 | Ippacu kiki muszume                                      | |
| 1999 | Monkey Magic                                             | |
| 2000 | Miami Guns                                               | Animációs gyártási együttműködés: Animaruya |
| 2001 | Grappler Baki                                            | |
| 2001 | Csikjú bóei kazoku                                       | |
| 2001 | Touch: Cross Road – Kaze no jukue                        | |
| 2001 | Gjóten ningen Batsealer                                  | |
| 2001 | Tsubasa kapitány (3. évad)                               | |
| 2001 | Kakutó rjóri denszecu Bistro Recipe                      | Gyártási együttműködés: Bunsei Douga |
| 2003 | Gilgamesh                                                | Koprodukció: Japan Vistec |
| 2003 | Ton-ton atta to Niigata no mukasibanasi                  | |
| 2003 | Futacu no pika                                           | |
| 2004 | Area 88                                                  | |
| 2004 | Nanami-csan                                              | Koprodukció: Robot Communications |
| 2004 | Grenadier: Hohoemi no szensi                             | Koprodukció: Studio Live |
| 2004 | Gakuen Alice                                             | Rajzolási együttműködés: Shaft |
| 2004 | Viewtiful Joe                                            | |
| 2005 | Sinsaku Szanada dzsújúsi                                 | Koprodukció: G&G |
| 2006 | Kage kara Mamoru!                                        | |
| 2006 | Hanbun no cuki ga noboru szora                           | |
| 2006 | Sinigami no Ballad                                       | Animációs gyártási együttműködés: Ginga Ya |
| 2006 | Tokkó                                                    | Koprodukció: AIC Spirits |
| 2006 | Black Blood Brothers                                     | Koprodukció: Studio Live |
| 2007 | Tecuko no tabi                                           | Gyártási együttműködés: Toei Animation |
| 2007 | Happy Happy Clover                                       | |
| 2010 | Hanakappa                                                | A gyártást a Group TAC feloszlását követve az OLM és a Xebec vette át A Xebec feloszlása után a Signal.MD gyártotta 2022-ben az OLM átvette a gyártást |

### Anime mozifilmek
| Év   | Cím                                                  | Megjegyzés                                                           |
| ---- | ---------------------------------------------------- | -------------------------------------------------------------------- |
| 1974 | Babszem Jankó                                        |                                                                      |
| 1980 | 11-piki no neko                                      |                                                                      |
| 1980 | Hirosima no uta                                      | Gyártási együttműködés: Herald Enterprises, Kyoto Film Center        |
| 1982 | Zó no inai dóbucuen                                  |                                                                      |
| 1982 | Cusima maru: Szajonara Okinava                       |                                                                      |
| 1983 | Noel no fusigi na bóken                              |                                                                      |
| 1985 | Ginga tecudó no joru                                 |                                                                      |
| 1985 | Gingicune                                            |                                                                      |
| 1986 | 11-piki no neko to ahódori                           |                                                                      |
| 1986 | Touch: Szebangó no nai Ace                           |                                                                      |
| 1986 | Touch 2: Szajonara no okurimono                      |                                                                      |
| 1988 | Hiatari rjókó! Kaszumi – Jume no naka ni kimi ga ita |                                                                      |
| 1988 | Cynical Hysterie Hour: Trip Coaster                  |                                                                      |
| 1989 | Cynical Hysterie Hour: Hensin                        |                                                                      |
| 1989 | Cynical Hysterie Hour: Joru va tanosii               |                                                                      |
| 1989 | Cynical Hysterie Hour: Utakata no uta                |                                                                      |
| 1989 | Kankara szansin                                      |                                                                      |
| 1990 | A fehér farkas                                       |                                                                      |
| 1991 | Fusigi no umi no Nadia                               | Gyártási együttműködés: Gainax, Sei Young Animation                  |
| 1991 | Huckleberry no bóken                                 |                                                                      |
| 1992 | Patcsin site! Obácsan                                |                                                                      |
| 1993 | Bonobono                                             |                                                                      |
| 1993 | Szancsóme no Tama: Onegai! Momo-csan vo szagasite!!  |                                                                      |
| 1994 | Street Fighter II: The Animated Movie                | Gyártási együttműködés: Studio Gazelle                               |
| 2000 | Taijó no hó: El Cantare e no micsi                   |                                                                      |
| 2002 | Szekai icsi ucukusii boku no mura                    |                                                                      |
| 2003 | Ógon no hó: El Cantare no rekisikan                  |                                                                      |
| 2005 | Arasi no joru ni                                     |                                                                      |
| 2006 | Eien no hó: The Laws of Eternity                     |                                                                      |
| 2009 | Buddha szaitan                                       |                                                                      |
| 2010 | Koncsú monogatari: Micubacsi Hutch: Júki no Melody   | Koprodukció: Tatsunoko Productions                                   |
| 2012 | Guszukó Budori élete                                 | A Group TAC megszűnése után a Tezuka Productions vette át a gyártást |

### OVA-k
| Év   | Cím                                                    | Megjegyzés                                |
| ---- | ------------------------------------------------------ | ----------------------------------------- |
| 1989 | Szancsóme mongatari                                    |                                           |
| 1991 | Sweet Spot                                             |                                           |
| 1992 | Nozomi Witches                                         |                                           |
| 1994 | Kibun va uaa dzsicuzai OL kóza                         |                                           |
| 1995 | Princess Minerva                                       |                                           |
| 1995 | Jókoszo! Hohoemirjó e                                  |                                           |
| 1997 | Hen                                                    | Gyártási együttműködés: Project Team Sara |
| 1997 | Nezumi-kun no csokki                                   |                                           |
| 1998 | Kjósicu va obake ga ippai                              |                                           |
| 1998 | Boku va júsa da zo                                     |                                           |
| 2000 | Street Fighter Alpha – A film                          | Társproducer: Plum                        |
| 2000 | Grandeek: Gaiden                                       | Koprodukció: Animate Film                 |
| 2000 | Jonimo oszorosii Grimm dóva                            |                                           |
| 2000 | Jonimo oszorosii nihon mukasibanasi                    |                                           |
| 2002 | Oretacsi, tomodacsi!                                   |                                           |
| 2003 | Submarine 707R                                         |                                           |
| 2004 | Adzsiszai no uta                                       |                                           |
| 2006 | Icsinen ikkumi: Icsiban atta kai                       |                                           |
| 2008 | Nenbucu monogatari: Sinran-szama negai, szosite hikari |                                           |

### Kisebb bérmunkák

#### Televíziós animesorozatok
| Év   | Cím                                                      | Megbízó stúdió                            |
| ---- | -------------------------------------------------------- | ----------------------------------------- |
| 1971 | Lupin szanszei (1. sorozat)                              | Tokyo Movie                               |
| 1971 | Fusigi na Melmo                                          | Tezuka Productions                        |
| 1973 | Vansza-kun                                               | Office Academy                            |
| 1974 | Ucsú szenkan Jamato                                      | Office Academy                            |
| 1978 | Ucsú szenkan Jamato 2                                    | Office Academy                            |
| 1979 | Ucsú szenkan Jamato: Aratanaru tabidacsi                 | Office Academy                            |
| 1980 | A kék madár                                              | Office Academy                            |
| 1996 | Superman: A rajzfilmsorozat (3. évad, bizonyos epizódok) | Warner Bros. Animation                    |
| 1996 | Road Rovers (11. epizód)                                 | Warner Bros. Animation, Junio Brain Trust |
| 1997 | Kjúkecuki Miju                                           | AIC                                       |
| 1998 | Master Keaton                                            | Madhouse                                  |
| 2000 | Yu-Gi-Oh! Duel Monsters                                  | Studio Gallop                             |
| 2000 | Genszómaden Szaijúki                                     | Studio Pierrot                            |
| 2000 | Hadzsime no ippo                                         | Madhouse                                  |
| 2000 | Karakuri kiden: Hió szenki                               | Bones                                     |
| 2001 | Peach A Peach A                                          | Tatsunoko Production                      |
| 2001 | Sin Sirajuki-hime denszecu Prétear                       | Hal Film Maker                            |
| 2001 | Hikaru no go                                             | Studio Pierrot                            |
| 2002 | Atasincsi                                                | Shin-Ei Animation                         |
| 2002 | Full Moon vo szagasite                                   | Studio Deen                               |
| 2002 | Vadmacska kommandó                                       | Studio Pierrot                            |
| 2002 | Spirál                                                   | J.C.Staff                                 |
| 2003 | Nanaka 6/17                                              | J.C.Staff                                 |
| 2003 | Aszobot szenki Gokú                                      | Egg-inc.                                  |
| 2003 | E’s Otherwise                                            | Studio Pierrot                            |
| 2003 | Tantei gakuen Q                                          | Studio Pierrot                            |
| 2003 | Texhnolyze                                               | Madhouse                                  |
| 2003 | Kimi ga nozomu eien                                      | Studio Fantasia                           |
| 2005 | Zoids Genesis                                            | Shogakukan Music & Digital Entertainment  |
| 2006 | Otogi-dzsúsi Akazukin                                    | Madhouse                                  |
| 2007 | Bakugan szörny bunyósok                                  | TMS Entertainment                         |
| 2008 | Major (4. évad)                                          | SynergySP                                 |
| 2008 | Sugo Chara!                                              | Satelight                                 |
| 2008 | Itazura na Kiss                                          | TMS Entertainment                         |

#### Anime mozifilmek
| Év   | Cím                                                               | Megbízó stúdió                        |
| ---- | ----------------------------------------------------------------- | ------------------------------------- |
| 1977 | Ucsú szenkan Jamato                                               | Office Academy                        |
| 1978 | Szaraba ucsú szenkan Jamato: Ai no szensitacsi                    | Toei Animation                        |
| 1980 | Jamato jo tova ni                                                 | Toei Animation                        |
| 1983 | Ucsú szenkan Jamato: Kankecu-hen                                  | Toei Animation                        |
| 1985 | Odin                                                              | West Cape Corporation, Toei Animation |
| 1997 | Tencsi mujó! Manacu no Eve                                        | AIC                                   |
| 1997 | Ruróni Kensin: Meidzsi kenkaku romantan – Isinsisi e no csinkonka | Studio Gallop                         |
| 2004 | Pokémon: A végzetes Dioxiz                                        | OLM                                   |
| 2004 | Cinnamon the Movie                                                | Madhouse                              |

#### OVA-k
| Év   | Cím                                 | Megbízó stúdió          |
| ---- | ----------------------------------- | ----------------------- |
| 1990 | Mainicsi ga nicsijóbi               | Production I.G          |
| 1994 | Licca-csan to jamaneko hosi no tabi | Ajia-do Animation Works |
| 2003 | Hicudzsi no uta                     | Madhouse                |
| 2003 | Hadzsime no ippo: Masiba vs. Kimura | Madhouse                |

#### Egyebek
| Év   | Cím                                                 | Megbízó stúdió        |
| ---- | --------------------------------------------------- | --------------------- |
| 1976 | Taszukeai no rekisi                                 | Sakura Motion Picture |
| 1978 | The Bad News Bears Go to Japan (animált nyitófőcím) | Paramount Pictures    |
| 1985 | Ucsú szenkan Jamato (interaktív film)               | Taito Corporation     |
| 1985 | Denki Groove – Dragon (illusztráció)                | Kioon Music           |

## Fordítás
- Ez a szócikk részben vagy egészben  a   Group TAC című angol Wikipédia-szócikk ezen változatának fordításán alapul.  Az eredeti cikk szerkesztőit annak laptörténete sorolja fel. Ez a jelzés csupán a megfogalmazás eredetét és a szerzői jogokat jelzi, nem szolgál a cikkben szereplő információk forrásmegjelöléseként.